# Olonetzische Sprache
Olonetzisch oder Livvisch (Eigenbezeichnung livvi oder liygi) ist eine ostseefinnische Sprache innerhalb der uralischen Sprachfamilie. Sie wird von etwa 20.000 Menschen in der Republik Karelien im Nordwesten Russlands nördlich des Ladogasees gesprochen. Dazu gibt es ca. 5.000 Sprecher in Finnland. Das Olonetzische gehört zusammen mit dem Lüdischen und dem Karelischen selbst zur karelischen Sprachfamilie. 
In der russischen Sprachwissenschaft wird die Sprache als Dialekt des Karelischen eingestuft, während die finnische Sprachwissenschaft sie als eigenständige Sprache ansieht.

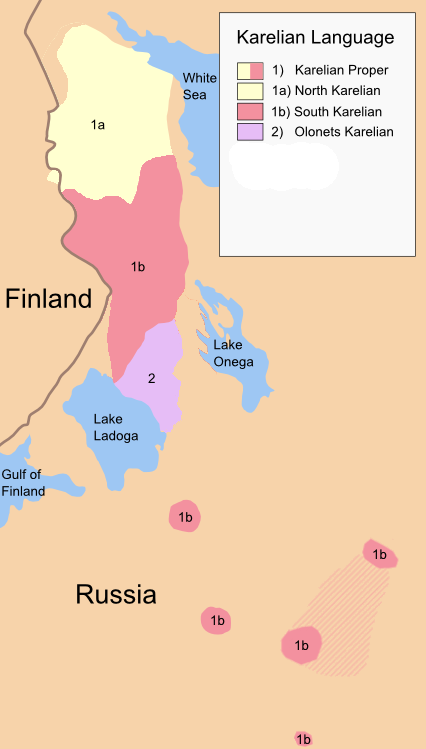
Verbreitung der karelischen Sprachen vor dem Zweiten Weltkrieg: 2) Olonetzisch

## Alphabet
| A a | B b | Č č | D d | E e | F f | G g |
| H h | I i | J j | K k | L l | M m | N n |
| O o | P p | R r | S s | Š š | Z z | Ž ž |
| T t | U u | V v | Y y | Ä ä | Ö ö | '   |

Das Alphabet der olonetzischen Sprache besteht aus 27 Buchstaben. Mit dem Zeichen <'> wird eine Palatalisierung angezeigt.
Im Jahr 1998 wurde in der Republik Karelien ein Sprachgremium gegründet, das den Wortschatz und die Rechtschreibung der karelischen Sprachen und der wepsischen Sprache entwickeln soll. Dieses empfiehlt seit 2007, den früher standardmäßig verwendeten Buchstaben <ü> durch ein <y> zu ersetzen. In einigen aktuellen Werken wird aber weiterhin das <ü> verwendet.

## Sprachliche Besonderheiten
Unterschiede zum eigentlichen Karelischen bestehen in
- einer Anzahl von Begriffen aus dem Wepsischen,
- in einer Anzahl von Begriffen aus westbaltischen Sprachen (selten in der sonstigen karelischen Sprachfamilie),
- einem stärkeren Einfluss des Russischen,
- in der Aussprache (mehr stimmhafte Konsonanten als im eigentlichen Karelischen)